# Telecom Handel
Telecom Handel ist eine Fachhandelszeitung für die Telekommunikations-Branche in Deutschland. Die Redaktion berichtet alle 14 Tage über neue Produkte und Geschäftsstrategien rund um Telekommunikations-Geräte und Dienstleistungen.
Fachhändler finden in Telecom Handel Produkt- und Anbieter-Übersichten, Marktreportagen, Einkaufsführer, Smartphone-Tests sowie Preis- und Tariftabellen. Weitere Artikel beschäftigen sich mit Leserwahlen zur Bewertung von Herstellern, Telefongesellschaften und Distributoren.
Telecom Handel wurde 1997 gegründet und erscheint alle 14 Tage im Verlag Neue Mediengesellschaft Ulm.
Die Auflage beträgt 18.839 (IVW Q1/2013).